# Rand (Kalifornia)
Rand – obszar niemunicypalny w hrabstwie Kern, w Kalifornii, w Stanach Zjednoczonych. Leży na wysokości 820 m, na pustyni Mojave.